# Microepicausta terraereginae
Microepicausta terraereginae är en tvåvingeart som först beskrevs av Malloch 1928.  Microepicausta terraereginae ingår i släktet Microepicausta och familjen bredmunsflugor. Inga underarter finns listade i Catalogue of Life.